# 歐文·巴菲德
亞瑟·歐文·巴菲德（英語：Arthur Owen Barfield，1898年11月9日—1997年12月14日）是英國作家、詩人、哲學家、律師，迹象文学社成員，亦為C·S·路易斯的密友。

## 生平
出生於倫敦的馬斯韋爾山，為家中的幼子，父親是律師亞瑟·愛德華·巴菲德（Arthur Edward Barfield）。歐文·巴菲德就讀海格特公學，第一次世界大戰期間在軍中服役，後就讀牛津大學瓦德漢學院。1929年回到倫敦，承接父親的律師事務所，成為一名律師。1959年退休，此後擔任美國多所大學的客座教授。1986年移居東薩塞克斯郡。1997年12月14日去世。
巴菲德1923年在倫敦聽了魯道夫·史代納的演講後，便成為人智學的支持者。
巴菲德在瓦德漢學院就讀時結識了C·S·路易斯，自此兩人成為長達四十多年的密友。後來他還加入了迹象文学社。

## 外部連結
- Owen Barfield Literary Estate （页面存档备份，存于）（英文）